# OnStyle
OnStyle (koreansk: 온 스타일; On Seutail) er en sydkoreansk kabel-tv-kanal ejet af CJ ENM. Kanalen er målrettet mod kvinder.